# Gabriela Samper
Gabriela Samper García (Bogotá, 31 de marzo de 1918 - 16 de mayo de 1974) fue una filósofa, directora de teatro y cineasta colombiana. Escribió y produjo importantes obras en la filmografía nacional como El Páramo de Cumanday (1965) y Los Santísimos hermanos (1969), que sirvieron de inspiración para una generación de cineastas y documentalistas colombianos. En 1972 fue detenida y acusada, de manera injusta, de pertenecer al Ejército de Liberación Nacional (Colombia) (ELN), siendo liberada cinco meses después. Posteriormente emigró a los Estados Unidos, donde se dedicó a la academia hasta que le diagnosticaron cáncer. Regresó a Colombia y falleció poco tiempo después, en 1974.

## Biografía
Su padre fue el abogado Pedro Miguel Samper; y su madre, Saturia García Álvarez. Esta última se encargó de la educación de Gabriela junto a su abuela materna, Saturia Álvarez de García, quien era pedagoga; y también con la institutriz irlandesa, Elizabeth Birmingham. Posteriormente, ingresó al Gimnasio Femenino de Bogotá⁣⁣, del cual se graduó en 1936 en la primera promoción de dicho colegio.
A los 18 años, participó con Pierre Daguet, en "La Historia de la Danza", que presentó en el Teatro San Jorge, en 1938, en la que ella tomó la coreografía y montaje, y su compañero, el vestuario y escenografía.
Se trasladó a Europa y luego a Estados Unidos, donde estudió Literatura en lengua inglesa y cuento corto en la Universidad de Columbia de Nueva York. En ese periodo recibió clases de Danza moderna de la prestigiosa bailarina y coreógrafa estadounidense Martha Graham. Al volver a Colombia, estudió filosofía y letras en Universidad Nacional de Colombia y, a su vez, enseñó inglés, danza e historia en la Universidad de los Andes (Colombia), la Universidad Nacional de Colombia y la Universidad Libre (Colombia), en Bogotá. Antes de ganarse un nombre reconocido en las tablas, durante sus primeras experiencias como actriz, se interesó en guiar su trabajo hacia el teatro infantil.

## Teatro, cine y documentales
En 1958 ingresó al teatro El Búho, en el cual se hizo teatro experimental por primera vez en Colombia. También trabajó como actriz, directora y productora en el teatro El Burrito en 1960; y dirigió programas de títeres y teatro para la Televisión Nacional, “con ‘El retablillo’, dirigido por María Roda, con muñecos elaborados por la ceramista Beatriz Daza, alternan las presentaciones en televisión con visitas a diferentes pueblos del país”. Luego, entre 1961 y 1963, fue directora del Teatro Cultural del Parque Nacional. En su siguiente etapa profesional, Samper pasó del mundo del teatro al del cine y se convirtió en una de las pioneras del cine documental colombiano, en una época en la que el rol de la mujer en la sociedad apenas estaba por redefinirse.
Fue con su tercer esposo, el fotógrafo y cineasta estadounidense, Ray Witlin con quien empezó la aventura cinematográfica. Fundan Cinta Limited, una de las primeras productoras de cine y comerciales en Colombia que posteriormente le serviría a Samper para realizar sus documentales. En 1965 escribió y codirigió su primer cortometraje El Páramo de Cumanday, para el cual vivió junto a Witlin durante un año con los campesinos arrieros de la zona del Nevado del Ruiz, por la Cordillera Central (Colombia). Así pudo conocer su tradición oral, sus costumbres y también familiarizarlos con la cámara y lograr una naturalidad al filmar; rasgo heredado del pionero del documental Robert J. Flaherty y que preservó durante toda su carrera. El tema que subyace en El Páramo de Cumanday (1965) es el miedo. Se basó en leyendas locales que trataban de presencias fantasmales en el páramo y de desapariciones de quienes se atrevían a recorrerlo.
En el mismo año de proyección de El Páramo de Cumanday (1965), fue estrenado su corto documental Una historia de muchos años (1965). Posteriormente, en 1967, estrenó otros tres trabajos: Qué es Intercol (1967), por el cual ganó una mención de oro en el VII Festival Internacional de Cine de Cartagena de Indias; Una máscara para ti, una máscara para mí (1967); y Ciudades en crisis ¿Qué pasa? (1967). En el siguiente periodo, Samper viajó a Estados Unidos y filmó dos trabajos sobre la sociedad de consumo.
De vuelta en Colombia realizó otros tres cortometrajes de corte etnográfico: Festival Folclórico de Fomeque (1969), Los Santísimos Hermanos (1969) y El Hombre de la Sal (1969). En Festival Folclórico de Fomeque (1969). Inmortalizó danzas e instrumentos hoy extintos o en desuso, interpretados por campesinos de diversas zonas del país. En Los Santísimos Hermanos (1969), documentó la vida de una extraña secta que, con bajo el mismo nombre, vivía en una montaña recóndita alejada de todo vestigio de vida moderna. Allí aparecían vestidos de fique, con medio rostro cubierto y el lado derecho de su cuerpo tapados, además de tener una peculiar forma de hablar, pues usaban muchos diminutivos y la palabra santísimo antes de cada oración. La secta de Los Santísimos Hermanos se dio a conocer en 1968 durante la visita a Colombia del Papa Pablo VI ,cuando en uno de los eventos visitados por el patriarca de la iglesia al país, uno de los líderes de la secta accedió al escenario y lanzó su peculiar discurso al público. Gabriela Samper, quien estaba en el evento y siempre cargaba con una grabadora en busca de historias, se sintió fascinada y los contactó para documentar su vida y visión del mundo.
En El Hombre de la Sal (1969) documentó la vida del último campesino que empleó el mismo método de los indígenas Chibchas para producir sal, cuyos antecesores habían habitado la Sabana de Bogotá, hasta la aparición de las minas de sal de Zipaquirá. El Hombre de la Sal contó con la participación en cámara del entonces pupilo de Samper, Jorge Silva, reconocido fotógrafo y realizador que trabajó al lado de Carlos Mayolo y su esposa, la reconocida documentalista y antropóloga Marta Rodríguez. Este documental fue galardonado en el Festival de Nuevo Cine Latinoamericano en Argentina.
Samper  procuró exaltar en su trabajo documental la recuperación y divulgación de las tradiciones, el amor por lo propio y la inclusión. Por ello, sus producciones documentales siempre abordaron a personas anónimas y olvidadas en la Colombia profunda o rural. Luchó por la recuperación el arte y por hacerlo accesible a los más pobres y necesitados; razón por la cual acostumbraba a regresar a donde las comunidades que había documentado y les proyectaba la película, una vez finalizada.

## Encarcelamiento y muerte
Después de cinco años de documentar y filmar de manera constante, Samper fue nombrada como directora de exposiciones y divulgación cultural del Instituto Geográfico Agustín Codazzi(IGAC), que es la entidad encargada de producir el mapa oficial y la cartografía básica de Colombia. En 1972, en el contexto del Frente Nacional (Colombia) – pacto político entre liberales y conservadores para alternar el poder y que duró desde 1958 a 1974 y en el que se recrudeció la violencia de Estado, las desapariciones forzadas y la persecución hacía artistas, personas de izquierda o de ideas afines; ella fue arrestada por las fuerzas del Estado colombiano, acusada de supuestas actividades subversivas relacionadas con la Ejército de Liberación Nacional (Colombia) (ELN).
Fue acusada de haber compartido con esa organización guerrillera copias de mapas del  Instituto Geográfico Agustín Codazzi IGAC. El 3 de julio de 1972, al salir de las instalaciones del Instituto y tomar un taxi, fue abordada por jeeps llenos de soldados de la Policía Militar (P.M.) y dirigida a una mazmorra en el batallón Ayacucho, en Bogotá. Fue sometida a torturas físicas y psicológicas; además la incomunicaron completamente. Después de unos días, fue recluida en la Cárcel Nacional de Mujeres, en donde estuvo por cinco meses injustamente privada de la libertad. Fue en dicho tiempo en el que escribió La Guandoca (1975), un libro de cuentos publicado póstumamente, en el cual narró su experiencia como reclusa. Fue liberada el 16 de noviembre de 1972, después de demostrar su inocencia.
Luego de esta experiencia, su filme El Páramo de Cumanday (1965) cobró un nuevo significado para ella. Expresó su profunda preocupación por lo que consideró el máximo de los males a los que se enfrentaba el país en dicha época; el miedo. Afirmaba que el miedo estaba por apoderarse de la sociedad colombiana, reflexión que anticipó los sangrientos tiempos que sucedieron con la llegada del narcotráfico y el recrudecimiento de la violencia entre guerrilla, paramilitares y fuerzas del Estado.
Al salir de la cárcel, abandonando un poco un proyecto documental sobre mujeres convictas y otro sobre folclore colombiano que planeaba justo antes de su detención; Samper regresó a Estados Unidos. Allí trabajó durante dos años como docente en la Universidad Cornell Nueva York. Sin embargo, sufrió problemas de salud a raíz de las torturas físicas y psicológicas de las que fue víctima durante su captura por parte del Ejército Nacional de Colombia. Nunca se recuperó de esos traumas. Fue diagnosticada con cáncer y regresó a Colombia, donde murió el 16 de mayo de 1974.

## Legado
Es considerada una de las mujeres pioneras en la producción cinematográfica colombiana, ya que sus trabajos etnográficos inspiraron a Marta Rodríguez, Jorge Silva y Gloria Triana a realizar películas sobre poblaciones marginadas en Colombia y a documentar tradiciones culturales.De manera póstuma, se publicó una colección de sus relatos titulada La Guandoca, donde narra sus experiencias como prisionera política.[1] En 2009, el Auditorio Aurelio Arturo de la Biblioteca Nacional acogió una exhibición cinematográfica de las obras de Gabriela y su hija Mady, también cineasta. En 2014, Albeiro Pérez dirigió una puesta en escena en el Pequeño Teatro, basada en la adaptación de La Guandoca para teatro realizada por Gilberto Martínez.

## Obras destacadas
- El Páramo de Cumanday (1965)
- Historias de muchos años (1965)
- Una máscara para ti, una máscara para mí (1967)
- Ciudades en crisis ¿Qué pasa? (1967)
- Qué es Intercol (1967)
- Festival Folclórico de Fomeque (1969)
- Los Santísimos Hermanos (1969)
- El Hombre de la Sal (1969)